# Resident Evil Village
Resident Evil Village — компьютерная игра в жанре survival horror. Восьмая в основной серии Resident Evil и продолжение Resident Evil 7: Biohazard. В качестве разработчика и издателя игры выступает компания Capcom.
Игра была анонсирована 11 июня 2020 года в рамках презентации PlayStation 5, её выход состоялся 7 мая 2021 года для платформ Windows, PlayStation 4, PlayStation 5, Xbox One и Xbox Series X/S. 28 октября 2022 года игра стала доступна на macOS и в виде облачной игры для Nintendo Switch. Главным героем игры вновь выступает Итан Уинтерс, протагонист Resident Evil 7: Biohazard, который в результате неназванных событий оказывается в загадочной заснеженной деревне — месте действия игры.

## Сюжет
После событий в особняке семьи Бэйкеров в Луизиане Итан Уинтерс вместе со своей женой Мией переехали в Восточную Европу, и спустя несколько лет у них рождается дочь Роза. BSAA (Bioterrorism Security Assessment Alliance, Альянс противодействия биотерроризму), при помощи которой была уничтожена разумная форма грибной жизни под именем «Эвелина», замела все следы, однако непосредственный участник событий Крис Редфилд продолжил наблюдение за семьёй Уинтерсов. У Редфилда есть сведения, что за Уинтерсами охотится некая женщина по имени Миранда, знающая о прошлых событиях в Луизиане.
Внезапно в доме Уинтерсов появляется Крис Редфилд во главе отряда BSAA «Охотничьи псы», без каких-либо объяснений убивает Мию и увозит Итана и его дочь в неизвестном направлении. Неожиданно происходит авария, и Крис с отрядом бойцов пропадают, а дочь Итана исчезает.
Местностью, в которой оказался Итан, правят четыре демонических антагониста, которых местные жители называют «лордами»: в замке — вампирша Альсина Димитреску с тремя дочерьми, на фабрике заправляет Карл Гейзенберг, на водохранилище обитает мутант Сальваторе Моро, в уединённом особняке живёт Донна Беневиенто с куклой Энджи. Все они подчиняются Матери Миранде, которую боготворят запуганные жители близлежащей деревни.
Итану помогает некий Герцог, мутант и торговец из деревни, который почему-то не подчиняется Миранде. Он рассказывает, что Миранда всё это время жила с ним под видом Мии, а Крис пытался спасти Уинтерсов. Также Герцог скажет, что дочь Итана жива, а Миранда с помощью неё хочет вернуть свою давно умершую дочь. Итан решает спасти свою дочь, одновременно помогая жителям деревни. Он сражается с леди Димитреску в её замке, потом убивает Моро и Донну Беневиенто и в конце концов одолевает Гейзенберга. Крис оказывается живым и присылает целый отряд бойцов в деревню на помощь Итану. Итан, тяжелораненый, идёт на финальный бой с Мирандой. Он теряет сознание и у него появляются галлюцинации, в которых он встречает Эвелину. Она говорит, что на самом деле в доме Бэйкеров Итан погиб, умерев на мегамицелии. Он тоже стал мутантом. Поэтому отрубленные или откусанные конечности Итана восстанавливались.
Тем временем Крис Редфилд со своим отрядом с боем пробиваются по деревне к центру распространения новой колонии мегамицелия с целью его уничтожить. На полпути к нему они становятся свидетелями десантирования сил BSAA, об участии которых Редфилд не подозревал. В пещерах, где разросся мегамицелий, Редфилд находит лабораторию, где обнаруживаются свидетельства сотрудничества Миранды и основателя корпорации Umbrella Озвелла Спенсера: Umbrella использовала результаты исследований Миранды в своих работах, которые в результате привели к разработке Т-вируса. В начале XX века Миранда потеряла свою дочь Еву из-за эпидемии испанского гриппа и с тех пор искала способ её возродить. Эвелина, лорды деревни и прочие мутанты оказались результатами неудавшихся экспериментов в поисках идеального носителя для возрождения дочери. Узнав об инциденте в Луизиане, Миранда поняла, что дочь Уинтерсов Розмари является идеальным кандидатом. Здесь же в лаборатории Крис находит и освобождает настоящую Мию.
Уинтерс приходит в себя в фургоне Герцога. Загадочный торговец лечит Итана и снабжает оружием. Итан находит Миранду. Она не хочет отдавать свою новую дочь и пытается убить Итана. С помощью вовремя подоспевшего Криса он с трудом одерживает победу. Они пытаются выбраться через тернии, но Итан стремительно теряет силы. Понимая, что ему не выбраться живым, Уинтерс забирает у Криса детонатор от размещенной Редфилдом в сердце мегамицелия взрывчатки и отсылает Криса прочь. Крис с Розой, Мия и отряд бойцов эвакуируются из деревни. Взрыв уничтожает колонию мегамицелия и всю деревню. Один из бойцов отряда «Охотничьи псы» докладывает Редфилду, что BSAA в высадке в качестве солдат использовало биооружие, демонстрируя тело одного из убитых оперативников. Шокированный Крис разворачивает вертолёт на штаб-квартиру BSAA в Европе, чтобы разобраться в сути дела.

### «Тени Розы»
После событий в Восточной Европе прошло много лет. Повзрослевшая шестнадцатилетняя дочь Итана и Мии Розмари Уинтерс находится под защитой Криса Редфилда. Из-за своих способностей, связанных с мегамицелием, она становится нелюдимой и практически не имеет друзей. Член отряда «Охотничьи псы» под позывным Пёс сообщает Розе, что есть способ избавиться от способностей мегамицелия, что даст ей шанс стать нормальной. Для этого необходимо найти «Очищающий кристалл», находящийся в глубинах коллективного сознания мегамицелия. Роза погружается в сознание мегамицелия с помощью фрагмента, сохранённого после рейда в деревне. Внутри она оказывается в месте, похожем на замок Демитреску и покрытом какой-то плесенью. Замком заправляет Герцог в маске, который выслеживает и убивает клонов Розы ради некоего испытания. В замке Розмари встречает неожиданного союзника — духа, представившегося как «Майкл». Он советует покинуть сознание мегамицелия, предупреждая о смертельной опасности, но Роза полна решимости избавиться от своих сил. С помощью Майкла она выбирается из замка, но попадает в более глубокое измерение сознания мегамицелия, представляющее собой особняк Донны Беневиенто. Здесь она встречает свои детские воспоминания, в которых она подвергалась травле со стороны своих сверстников. Пытаясь спасти Розу, Майкл вытягивает её в место, оказавшимся домом, в котором счастливо жила семья Уинтерсов незадолго до похищения Мии. Роза понимает, что Итан любил её и пообещал быть рядом с ней всегда, во что бы то ни стало. Внезапно в воспоминания врывается Эвелина, хозяйка здешних владений. Майкл снова спасает Розу, но та падает всё глубже в сознание мегамицелия.
Роза приходит в себя на улицах деревни. Там она обнаруживает сердце мегамицелия, где находит Очищающий кристалл и записи, оставленные сознанием Миранды. Появляется сама Миранда, которая всё ещё лелеет надежду возродить свою дочь Еву. Она объясняет, что использовала иллюзию оперативника Пса, чтобы завлечь Розу в сознание мегамицелия. Теперь, когда Роза лишилась сил, Миранда наконец сможет использовать оболочку Розы в качестве вместилища для своей дочери. На помощь приходит Майкл, на деле оказавшийся сознанием Итана. Итан сражается с Мирандой, давая возможность Розе покинуть мегамицелий, но она решает разбить кристалл и помочь своему отцу. Вобрав все силы мегамицелия, Роза побеждает Миранду и покидает сознание мегамицелия. Встретив своего отца, она обретает душевный покой и принимает себя такой какая она есть.
В эпилоге Роза приходит на могилу своего отца. К ней подъезжает агент для выполнения некоего особого задания, и они уезжают вдаль. За горизонтом появляется темная фигура, идущая навстречу машине.

## Разработка и выпуск
Впервые игра была представлена 11 июня 2020 года во время презентации PlayStation 5, где был показан трейлер, а также основные особенности проекта. В качестве платформ выхода игры были названы ПК под управлением операционной системы Windows, а также приставки PlayStation 5 и Xbox Series X. Позднее список официально поддерживаемых платформ пополнился PlayStation 4, Xbox One и macOS.
В качестве движка игры вновь был использован RE Engine, который был оптимизирован под новое поколение игровых приставок. Как и в Resident Evil 7, в игре используется вид от первого лица. Несмотря на то, что Resident Evil Village является игрой основной серии и продолжением Resident Evil 7, в официальном названии игры нет цифры — по словам продюсеров проекта Цуёси Канды и Питера Фабиано, игра «до сих пор является восьмой [номерной] в [основной] серии и мы считаем её такой. Вы даже можете увидеть в официальном логотипе игры римскую цифру VIII, то есть это Resident Evil 8, которая просто именуется по-другому».
Дизайн великанши Димитреску, одной из антагонистов в игре, восходит к самым ранним этапам разработки проекта. Разработчики специально изучали противников игрока из предыдущих игр серии — были ли они по-настоящему страшными или стали настолько привычными, что больше не пугают аудиторию; как выражался продюсер предыдуших игр серии Дзюн Такэути, «если мы хотим напугать игроков, нужно выйти за рамки [образа] стереотипных зомби». Создавая Димитреску, арт-директор игры Такано отталкивался от концепции «обворожительная вампирша»; он вдохновлялся такими образами, как графиня Елизавета Батори, персонаж японских городских легенд Хассяку-сама («женщина высотой в восемь сяку») или Мортиша Аддамс в исполнении Анжелики Хьюстон. По изначальным планам разработчиков, замок должен был быть населён «сотней ведьм»; в конечном счёте в нём обитают лишь госпожа Димитреску и три её дочери — Бела, Кассандра и Даниэла.
После хакерской атаки в Интернет попали материалы Capcom, где были указаны планы выпуска игры в конце апреля 2021 года с предварительным заказом в январе, а также варианты издания (обычное, делюкс, коллекционное) и платформы: Windows, PlayStation 5, Xbox Series X, PlayStation 4 и Xbox One. Цель продаж — 10 миллионов копий. Создатели во многом вдохновлялись Resident Evil 4. Однако здесь присутствует вид от первого лица, чтобы показать страх и отчаяние Итана Уинтерса.
28 октября 2022 года появилась версия Resident Evil Village на Nintendo Switch, для всех поддерживаемых платформ вышло дополнение Shadows of Rose, анонсированное до этого на презентации Capcom Showcase в июне 2022 года. В дополнении главная роль отведена Розмари Уинтерс, дочери Итана. Основным изменением стало смена режима камеры от первого лица на обзор из-за плеча протагониста в духе Resident Evil 4 и ремейка Resident Evil 2. Сюжет завершает историю семьи Уинтерс. Помимо кампании, расширяющей сюжет игры, в дополнение вошли новые режимы Наёмников, включающих Криса Редфилда, леди Демитреску и Карла Гейзенберга в качестве играбельных персонажей. 
В сентябре 2023 года был анонсирован выпуск Resident Evil Village на iPhone 15 Pro. C 7 ноября 2024 года Resident Evil Village получила поддержку PlayStation 5 Pro.

## Восприятие
| Сводный рейтинг       | Сводный рейтинг                                    |
| Агрегатор             | Оценка                                             |
| --------------------- | -------------------------------------------------- |
| Metacritic            | 83/100 (Win) 81/100 (PS4) 84/100 (PS5) 83/100 (XS) |
| OpenCritic            | 84/100                                             |
| «Критиканство»        | 84/100                                             |
| Иноязычные издания    |                                                    |
| Издание               | Оценка                                             |
| Destructoid           | 9/10                                               |
| Edge                  | 6/10                                               |
| Famitsu               | 38/40                                              |
| Game Informer         | 9,25/10                                            |
| GameRevolution        | 8/10                                               |
| GameSpot              | 9/10                                               |
| GamesRadar+           | [ 28 ]                                             |
| GameStar              | 88/100                                             |
| IGN                   | 8/10                                               |
| Jeuxvideo.com         | 16/20                                              |
| PC Gamer (US)         | 85/100                                             |
| The Daily Telegraph   | [ 33 ]                                             |
| The Guardian          | [ 34 ]                                             |
| VG247                 | [ 35 ]                                             |
| VideoGamer            | 5/10                                               |
| Daily Mirror          | [ 37 ]                                             |
| Русскоязычные издания |                                                    |
| Издание               | Оценка                                             |
| 3DNews                | 8,5/10                                             |
| GoHa.Ru               | 8/10                                               |
| PlayGround.ru         | 8/10                                               |
| Riot Pixels           | 68 %                                               |
| StopGame.ru           | Изумительно                                        |
| «Игромания»           | [ 43 ]                                             |
| «Игры Mail.ru»        | 8,5/10                                             |
| «Канобу»              | 9/10                                               |

Игра получила преимущественно положительные отзывы критиков.
После выпуска первого трейлера и демоверсии в январе 2021 года фанаты обратили внимание на антагонистку — госпожу Димитреску, вдохновив появления фан-арта, косплея и интернет-мемов, в том числе сексуального характера и включая шутки интернет-пользователей о том, что они хотели бы, чтобы Димитреску их преследовала или бы на них наступила. Такано, реагируя на популярность Димитреску в сети, говорил, что разработчики сами не ожидали такой славы, и что его особенно поразили комментарии в духе «я хотел бы, чтобы госпожа Димитреску за мной погонялась».
Несмотря на качественную графику и визуальное оформление, рецензенты заметили, что у ключевого места действия — деревни нет ни названия, ни значимой истории. Протагонист похож на  Себастьяна из The Evil Within 2 и оказался блеклым, глубина его характера исчерпывается стремлением найти дочь любой ценой. Второстепенные персонажи также не играют важной роли и быстро исчезают. Что касается харизматичных злодеев, самой яркой из них — леди Димитреску в игре не так много, ей отведено меньше трети сюжета, претензия заключается в том, что акценты расставлены неправильно — она должна была присутствовать на первом плане. У Миранды и наместников запоминающиеся образы, но за яркой внешностью нет личностей, а мотивы каждого объясняются «буквально парой строк — ровно настолько, чтобы оправдать злоключения Итана». Если франшиза Resident Evil не выделялась сильным сюжетом, то Village вышла очень схематичной и простой, где не хватает тайны, повествование к концу неловко отвечает на все вопросы, что указывает на недоработку сценаристов, у которых не хватило времени, поэтому они оставили допущения ради «шокирующих» моментов. Игра искренне пытается быть драматичной, однако это ничем не подкреплено. В отличие от седьмой части, восьмая практически с самого начала сосредотачивается на экшене, а не хорроре. Из Resident Evil 4 перешёл продавец, чью роль исполняет Герцог, также заимствованы деревня, куда необходимо возвращаться несколько раз, жители-сектанты, поклоняющиеся главному антагонисту, медленный пролог, моментально набирающий темп, замок с хозяином необычного роста, заплыв на лодке по озеру, где обитает чудовище, система сокровищ. Замок напоминает Resident Evil 2 с поиском ключей, вместо Мистера Икс преследует леди Димитреску с дочерями. Особняк Донны Беневиенто является оммажем Silent Hill в целом и P.T. в частности. Когда прикосновение к гротескному монстру означает смерть, начинается бегство в стиле Outlast. Гейзенберг управляет металлом в манере Магнето. К самому финалу Village на десять-пятнадцать минут превращается в коридорный шутер. Мутанты c киберпротезами вдохновлены либо боргами из «Звёздного пути», либо комиксом «Вирус». В итоге Resident Evil Village развивает все идеи предшественницы, только больше и ярче, превосходя по масштабам и разнообразию, чем может оттолкнуть тех, кто хотел настоящего ужаса. Игра «предлагает выживать в критической ситуации и экономить ресурсы, а вовсе не испытывать безудержный страх».
В марте 2022 года на ежегодной премии LUDI Awards, организованной российскими сайтами Канобу и Игромания, игра заняла 2 место в категории «Глобальная игра года» и 3 место в категории «Локализация года».
Редакцией StopGame.ru Resident Evil Village была названа лучшим хоррором, самой зрелищной и лучшей игрой 2021 года.

### Продажи
За 20 дней, по данным Capcom, было продано 4 млн копий. Это лучший результат, чем у Resident Evil 7, которая достигла данного показателя за 10 месяцев. К 30 июня 2023 года тираж Resident Evil Village на всех платформах составил 8,3 млн копий, на 11 июня 2024 года — 10 млн копий, этот показатель был достигнут быстрее других игр серии, к 31 декабря 2024 года — 10,9 млн, на 31 марта 2025 года — 11,31 млн.
С 3 по 9 мая 2021 года версия для PlayStation 4 занимала первое место в японском чарте продаж видеоигр с результатом в 111 171 проданную копию. За эту же неделю версия для PlayStation 5 заняла 4 место с результатом в 38 713 копий. Resident Evil Village также стала самой продаваемой игрой месяца в США и Великобритании в мае 2021 года. К концу 2021 года Resident Evil Village стала восьмой самой продаваемой игрой года в США.

### Награды
| Год  | Награда                       | Категория                                                          | Результат | Прим.         |
| ---- | ----------------------------- | ------------------------------------------------------------------ | --------- | ------------- |
| 2021 | Golden Joystick Awards        | Игра года                                                          | Победа    | [ 59 ] [ 60 ] |
| 2021 | Golden Joystick Awards        | Игра года для PlayStation                                          | Победа    | [ 59 ] [ 60 ] |
| 2021 | Golden Joystick Awards        | Лучшее звуковое сопровождение                                      | Победа    | [ 59 ] [ 60 ] |
| 2021 | Golden Joystick Awards        | Лучшая актёрская игра (Мэгги Робертсон в роли Леди Димитреску)     | Победа    | [ 59 ] [ 60 ] |
| 2021 | The Game Awards               | Игра года                                                          | Номинация | [ 61 ]        |
| 2021 | The Game Awards               | Лучшая приключенческая экшен-игра                                  | Номинация | [ 61 ]        |
| 2021 | The Game Awards               | Лучшее звуковое оформление                                         | Номинация | [ 61 ]        |
| 2021 | The Game Awards               | Лучшая актёрская игра (Мэгги Робертсон в роли Леди Димитреску)     | Победа    | [ 61 ]        |
| 2021 | The Game Awards               | Голос игроков                                                      | Номинация | [ 61 ]        |
| 2021 | Steam Awards                  | Игра года                                                          | Победа    | [ 62 ]        |
| 2021 | Steam Awards                  | Лучшая игра с выдающимся сюжетом                                   | Номинация | [ 62 ]        |
| 2022 | D.I.C.E. Awards               | Выдающееся достижение в анимации                                   | Номинация | [ 63 ]        |
| 2022 | D.I.C.E. Awards               | Выдающееся достижение в художественном направлении                 | Номинация | [ 63 ]        |
| 2022 | D.I.C.E. Awards               | Лучший персонаж (Леди Димитреску)                                  | Победа    | [ 63 ]        |
| 2022 | D.I.C.E. Awards               | Приключение года                                                   | Номинация | [ 63 ]        |
| 2022 | Game Developers Choice Awards | Игра года                                                          | Номинация | [ 64 ]        |
| 2022 | British Academy Games Awards  | Приз за художественные достижения                                  | Номинация | [ 65 ] [ 66 ] |
| 2022 | British Academy Games Awards  | Техническое достижение                                             | Номинация | [ 65 ] [ 66 ] |
| 2022 | British Academy Games Awards  | Лучшая роль второго плана (Мэгги Робертсон в роли Леди Димитреску) | Номинация | [ 65 ] [ 66 ] |
| 2023 | The Game Awards 2023          | Лучшая VR / AR игра                                                | Победа    | [ 67 ]        |

### Обвинения в плагиате
Ричард Рапхорст, режиссёр фильма «Армия Франкенштейна», на своей странице в LinkedIn обвинил разработчиков в плагиате одного из монстров, у которого вместо головы — пропеллер с тремя лопастями.